# Messor medioruber
Messor medioruber es una especie de hormiga del género Messor, subfamilia Myrmicinae. 

## Distribución
Esta especie se encuentra en Marruecos, Túnez, Israel y Arabia Saudita.